# Archoplites interruptus
Archoplites interruptus és una espècie de peix pertanyent a la família dels centràrquids i l'única del gènere Archoplites.

## Descripció
- Pot arribar a fer 73 cm de llargària màxima (normalment, en fa 30) i 1,440 g de pes.[3][4][5][6]

## Hàbitat
És un peix d'aigua dolça, bentopelàgic i de clima temperat (41°N-36°N).

## Distribució geogràfica
Es troba a Nord-amèrica: conques dels rius Sacramento, San Joaquin, Pajaro i Salinas (Califòrnia, els Estats Units). Ha estat introduït a altres àrees de l'oest dels Estats Units.

## Longevitat
La seua esperança de vida és de 9 anys.

## Observacions
És inofensiu per als humans.